# Empis manca
Empis manca är en tvåvingeart som beskrevs av Daniel William Coquillett 1895. Empis manca ingår i släktet Empis och familjen dansflugor.
Artens utbredningsområde är Kalifornien. Inga underarter finns listade i Catalogue of Life.